# Kuzun
Kuzun è un comune dell'Azerbaigian situato nel distretto di Qusar. Conta una popolazione di 1 091 abitanti.